# 25, rue des Sapeurs
Pour plus de détails, voir Fiche technique et Distribution.
25, rue des Sapeurs (Tűzoltó utca 25.) est un film hongrois de István Szabó, sorti en 1973. Le film a remporté le Léopard d'or du Locarno Festival en 1974.

## Synopsis
L'histoire des habitants d'une vieille maison vouée à la destruction dans la Hongrie d'après-guerre.

## Fiche technique
- Titre : 25, rue des Sapeurs
- Titre original : Tüzoltó utca 25.
- Réalisation : István Szabó
- Scénario : Luca Karall et István Szabó
- Musique : Zdenkó Tamássy
- Photographie : Sándor Sára
- Montage : János Rózsa
- Société de production : Budapest Filmstúdió et Hungarofilm
- Société de distribution : Unifilms (États-Unis)
- Pays :  Hongrie
- Genre : Drame, historique et romance
- Durée : 97 minutes
- Dates de sortie : 
  -  Hongrie : 27 septembre 1973

## Distribution
- Lucyna Winnicka : Mária
- Margit Makay : mère de Mária
- Károly Kovács : père de Mária
- András Bálint : Andris
- Erzsi Pásztor : Erzsi
- Edit Lenkey : Baba
- Janos Jani : mari de Baba
- Zoltán Zelk : Hackl
- Antal Farkas : Gyuri
- Hédi Temessy